# Sirocco – Zwischen Kairo und Damaskus
Sirocco – Zwischen Kairo und Damaskus ist ein US-amerikanischer Spielfilm, der auf dem gleichnamigen Roman von Joseph Kessel basiert aus dem Jahre 1951 mit Humphrey Bogart und Lee J. Cobb. Regie führte Curtis Bernhardt. Historischer Hintergrund der Handlung ist die Syrische Revolution 1925–1927.

## Handlung
1925 führen syrische Rebellen einen Guerillakrieg gegen die französische Mandatsmacht. Der zynische Waffenhändler Harry Smith gerät daraufhin in Damaskus zwischen die Fronten. Nachdem er von den Syrern in den Katakomben unter der Stadt sein letztes Geld bekommen hat, warnen sie ihn, sie wieder zu betreten. Als Smith allerdings nach einem sicheren Weg sucht, aus Damaskus herauszukommen, muss er sich gezwungenermaßen an seinen Erzrivalen, den französischen Colonel Feroud und Chef des Geheimdiensts wenden. Dieser erpresst Smith unter Androhung der Todesstrafe, ihm lebenswichtige militärische Informationen zu verraten. Harry verliebt sich in Violette, die Geliebte von Colonel Feroud, und besorgt Pässe, um nach Kairo zu gelangen. Feroud wird von syrischen Untergrundkämpfern gefangen. Harry besorgt das Geld für seine Freilassung und wird in den Katakomben durch eine Handgranate getötet.

## Wissenswertes
- Humphrey Bogart produzierte den Film mit seiner Produktionsfirma Santana Pictures Corporation. Columbia Pictures verlieh den Film in den amerikanischen Kinos.
- Am 1. Juni 1951 hatte der Film in Großbritannien Weltpremiere. In die deutschen Kinos kam er am 16. Januar 1953.[2]

## Kritiken
„Entfernt an ‚Casablanca‘ erinnernde Spionagegeschichte aus dem Kolonialkrieg, die Humphrey Bogart Gelegenheit gibt, einen zynischen Waffenhändler im Trenchcoat ähnlich wie Rick Blaine zu spielen. Bogarts Firma Santana produzierte. Vorlage war der Roman ‚Der Gnadenschuss‘ von Joseph Kessel (Belle de Jour). Das relativ realistische Drama um Geld, Verrat und Liebe wurde von Curtis Bernhardt, der auf Hollywood-Melodramen (‚Fegefeuer‘, ‚Hemmungslose Liebe‘) spezialisiert war, inszeniert. Lee J. Cobb als Feroud gehört die zweite Hauptrolle.“

„Die Geschichte eines zwielichtigen amerikanischen Waffenhändlers, der sich um 1925 an der syrischen Rebellion gegen die französische Mandatsmacht bereichert und ums Leben kommt. Eine zwischen Realismus und Romantik angesiedelte Abenteuergeschichte, weitschweifig und ohne große Atmosphäre inszeniert.“

## DVD-Veröffentlichung
Die DVD erschien am 11. Februar 2003 bei Sony Pictures Home Entertainment. Auf der DVD ist die englische, deutsche, spanische und italienische Fassung enthalten.